# 科夫多澤羅湖

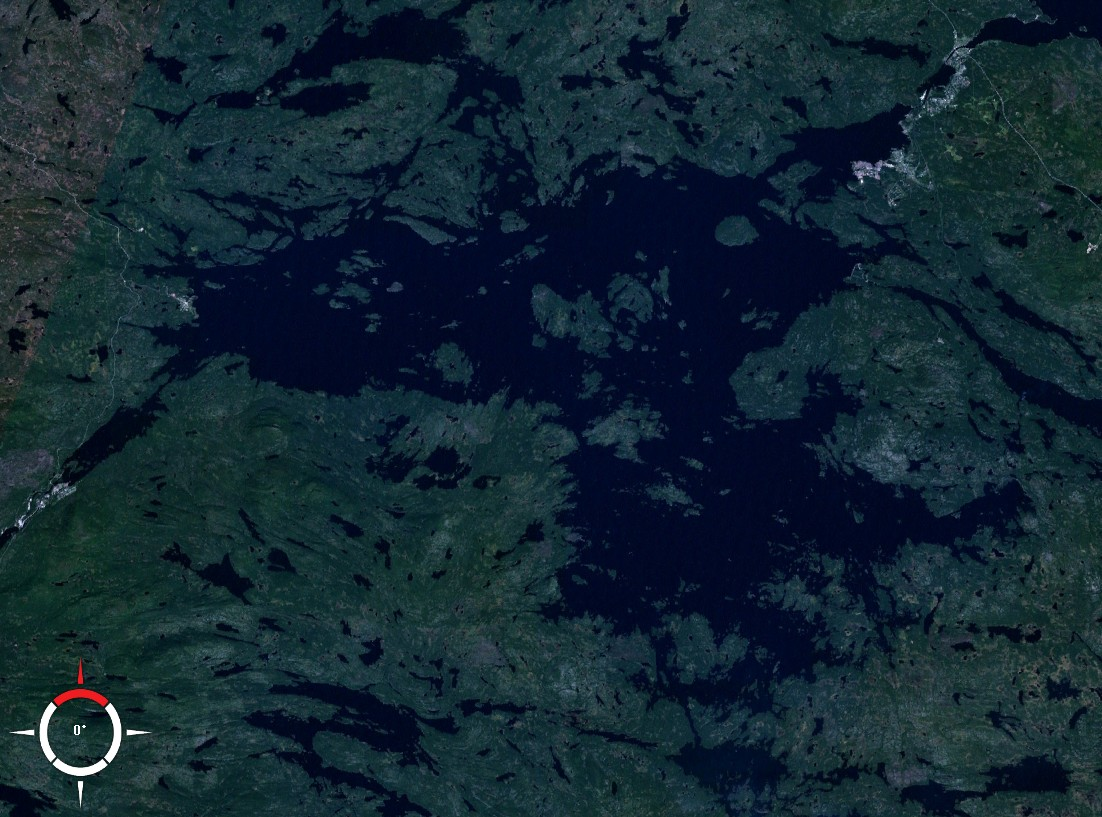
科夫多澤羅湖衛星圖片

科夫多澤羅湖是俄羅斯西北部的大型淡水湖，位於摩爾曼斯克州內的科拉半島南部，屬於白海流域，湖中有超過580個島嶼，海拔37米，長48公里、闊23公里，面積608平方公里，蓄水量3.7立方公里，最大水深56米，湖水主要來自溶雪和雨水，流經河流有科夫達河。